# 첨심격격
《첨심격격》(甜心格格)은 중국 선전 시의 방괴동만화문화발전유한공사(深圳市方块动漫画文化发展有限公司)에서 제작한 중국의 애니메이션이다. 중국의 드라마 황제의 딸 또는 환주격격(還珠格格)의 아류작으로 제작하였다.
2011년 10월부터 중국중앙텔레비전 소아 채널에서, 2012년 7월부터 중화민국에서 MOMO 어린이방송에서 1기로 방영되었다. 2기는 2012년 9월부터 중국에서, 2013년 1월부터 중화민국에서 방영되었다.

## 같이 보기
- 황제의 딸